# SELECTION PROJECT
『SELECTION PROJECT』（セレクション・プロジェクト）は、KADOKAWA×動画工房による「アイドル×オーディション×リアリティーショー」をテーマとした、日本のメディアミックスプロジェクトである。略称はセレプロ。
同じ夢を目指す戦友で、ライバルでもある少女たちの青春熱血オーディションバトルである。

## 略歴
2019年12月6日、「戦え、夢を叶えるために。」というキャッチフレーズで、アイドル×オーディション×リアリティショーをテーマにした新たなオリジナルアイドルプロジェクト「PROJECT SELECTION」の始動が発表された。公式サイトがオープンし、美山 鈴音（みやま すずね）と、花野井 玲那（はなのい れな）のキャラクター情報が公開された。
2020年12月4日、プロジェクト名を「SELECTION PROJECT」に変更し、2021年にTVアニメがスタートすることが発表された。同日より公式サイトもリニューアルし、プロジェクトの本格始動が宣言された。
2021年3月9日、メインキャラクター9名を演じるキャストが発表された。

## 作中設定
SELECTION PROJECT
毎年夏に開催され、アイドルを志す少女たちにとって夢を掴むための最大の登竜門と言われる、全国アイドルオーディションリアリティショーである。今年で第7回目を迎えるこのオーディションだが、勝ち抜いた少女たちは全員が華々しいデビューを飾り国内外を問わず人気に。
今回の応募総数は過去最多の108,035名。全国9つの地区予選を勝ち抜いた少女たちが、本選オーディションに挑む姿をドキュメンタリー映像やLIVE配信で追いかけていく。
少女たちの勝敗を決めるのは、リアリティショーを視聴しているユーザーからの投票（エール）のみ。各ブロック最多投票者9名は、SELECTION PROJECTの本選出場が決定し、夏休みの約1ヶ月間、特設施設にて共同生活を送りながらオーディションバトルに挑んでいく。
全ての審査を突破し、勝ち残った者だけがアイドルとしてデビューできる。

## 登場人物

### 9-tie（キューティー）
美山 鈴音（みやま すずね）
声 - 矢野妃菜喜
年齢 - 14歳（中学3年生） / 出身 - 埼玉県 / 誕生日 - 3月19日 / 身長 - 159cm / 体重 - 43kg / スリーサイズ - B80/W58/H82 / 血液型 - O型
北関東地区の代表候補。
一次審査で審査のジャンルに歌を選択し、玲那と歌ユニットSuzu☆Renaを結成する。
常に朝はアラームをかけているがなかなか起きられない。しかし、大切な日にはアラームが鳴る前に目が覚めアラームが鳴った途端止めるというルーティンがある。
アニメでは心臓を移植手術されたことにより元気になり夢である「SELECTION PROJECT」に応募するが、その中で、ドナーの家族に送ったお礼の手紙を玲那が持っていたことにより、自分の心臓が灯のものであった事を知る。また、このときの手術による傷跡が体に残っており、肌の露出には消極的。
幼い頃に病室で過ごしていた時、天沢灯が歌っている動画を偶然見たことから灯のファンになる。そこからいつか自分も煌びやかな舞台で大好きな歌を目一杯歌えるようになりたいという夢を抱く。そして自分と同じように病気で苦しんでいる人達に希望を与えられる存在になるため、アイドルを目指すことを決意をする。

花野井 玲那（はなのい れな）
声 - 水野朔
年齢 - 14歳（中学3年生） / 出身 - 東京都 / 誕生日 - 12月25日 / 身長 - 157cm / 体重 - 41kg / スリーサイズ - B78/W56/H80 / 血液型 - A型
南関東地区の代表候補。
幼少期よりアイドルを目指し、努力し続けてきた少女。どんなことにも全力で、自分にも他人にも厳しい。本当の自分を隠して常に気丈に振る舞っていることから、周りと衝突し、孤立することもある。一次審査で審査のジャンルに歌を選択し、鈴音と歌ユニットSuzu☆Renaを結成する。
実は、天沢灯の妹である。姉である灯を事故で亡くし、失意の底にいる時に灯が遺した「歌が私の人生です。」という言葉を目にする。大好きだった姉のことをもっと知りたい、姉と同じ世界を見てみたいという気持ちからアイドルを目指すことを決意する。
鈴音との蟠りを乗り越え、後に「鈴音さん」から「鈴音」に呼び方が変わった。
9-tieとして活動していくことが決まった際、自身がアイドルを目指す理由が灯の背中を追っているだけということに気付き、歌うことを辞めてサポートに回ろうとする。しかし、メンバーと共に時間を過ごしているうちに皆んなと一緒に歌いたいという気持ちが芽生える。鈴音たちからの強い要望に心動かされ、涙ながらに9-tieとして歌うことを決意する。

濱栗 広海（はまぐり ひろみ）
声 - 南雲希美
年齢 - 16歳（高校1年生） / 出身 - 大阪府 / 誕生日 - 7月28日 / 身長 - 161cm / 体重 - 44kg / スリーサイズ - B85/W59/H85 / 血液型 - A型
一次審査で審査のジャンルにダンスを選択し、凪咲、野土香、逢生とダンスユニットSplasoda°を結成する。
後に9-tieとして活動していくことを決めた際に、メンバー同士の話し合いによってリーダーに任命される。
SELECTION PROJECTには以前から興味があり、元々はエールを送るチアーズだった。そしていつか自分もセレプロに出て、かっこいいではなく可愛いと言われるアイドルになりたいという夢を抱いていた。しかし自分にかっこいいというイメージが定着していたため、応募する一歩を踏み出せないでいた。そんなある日、ファッションサイトで天沢灯が着ていた物と同じ服を見つけて購入する。思い切って着たところで家族に見られそうになり、部屋の窓から逃げ出した先で自分を慕っている後輩のさくらに出くわす。その姿を見て「かっこいい」自分を慕っていたさくらに「可愛い」と言われたことでセレプロに応募する一歩を踏み出し、色んな人に可愛いと認められるアイドルを目指すことを決意する。

今鵜 凪咲（いまう なぎさ）
声 - 荒井瑠里
年齢 - 15歳（中学3年生） / 出身 - 高知県 / 誕生日 - 6月1日 / 身長 - 155cm / 体重 - 41kg / スリーサイズ - B82/W55/H82 / 血液型 - B型
一次審査で審査のジャンルにダンスを選択し、広海、野土香、逢生とダンスユニットSplasoda°を結成する。
一次審査突破を確実なものにするため寝起きドッキリをセルフプロデュースするなど、あざとくもしたたかな一面を持ち合わせている。
母親がスナックを経営しており幼少期からひとりで過ごすことが多く、それ故に強い人間にならなくてはいけないと思うようになる。そんな時、母の誕生日に母が好きだったアイドルの歌を自分が歌って踊ることをサプライズでプレゼントすると決め、歌とダンスの練習を始める。誕生日当日に母の前で練習した歌と踊りを披露し、サプライズは大成功する。そこで注目されて愛されることの嬉しさと、かつて母もアイドルを目指していたことを知る。この経験からひとりでも強く生きていくため、母が叶えられなかった夢を叶えるためアイドルを目指すことを決意する。

八木 野土香（やぎ のどか）
声 - 羊宮妃那
年齢 - 14歳（中学3年生） / 出身 - 北海道 / 誕生日 - 9月24日 / 身長 - 158cm / 体重 - 45kg / スリーサイズ - B88/W60/H87 / 血液型 - O型
一次審査で審査のジャンルにダンスを選択し、広海、凪咲、逢生とダンスユニットSplasoda°を結成する。
バターサンドを常備しており、事あるごとに周囲に薦めている。
天沢灯が旅行で北海道を訪れていた時に偶然会っており、その時に好きなことに気持ちを込めて話せるのは誇っていい個性だと評される。数年後、大好きな北海道の魅力の知名度が低いことに悩んでいる最中、自身の食べている姿の写真を貼った店で集客の効果を発揮していることを知り、自分にも町おこしが出来るのではないかと考える。そこで以前から母親に薦められていたSELECTION PROJECTのことを思い出す。人と争うことは好きではないが、自分がセレプロに出て知名度を上げれば北海道の良さを全国に伝えていけるようになると考え、アイドルを目指すことを決意する。

淀川 逢生（よどがわ あお）
声 - 岩橋由佳
年齢 - 13歳（中学2年生） / 出身 - 広島県 / 誕生日 - 11月25日 / 身長 - 158cm / 体重 - 40kg / スリーサイズ - B75/W54/H78 / 血液型 - O型
中国地区の代表候補。
一次審査で審査のジャンルにダンスを選択し、広海、凪咲、野土香とダンスユニットSplasoda°を結成する。
メンバーを呼ぶ際は「〇〇先輩」と名前の後に先輩を付けて呼んでいる。
昔から走ることや汗を流すことが好きだったが、タイムを縮めなくちゃいけないという考えに囚われ、走ることを楽しめなくなり陸上を辞めてしまう。そんな時、友人から町内の催し物にダンスで出演しようと誘われる。その練習用として友人から送られてきた動画でSELECTION PROJECTを知り、ダンスの練習をしている中で踊って汗を流すことの楽しさを知る。催し物のダンスのステージを楽しんで終えたその日の帰り道に、友人から勝手にセレプロに応募されていたことを打ち明けられる。戸惑いながらも、自分の背中を押してくれた人達のためにアイドルを目指すことを決意する。

小泉 詩（こいずみ うた）
声 - 白河みずな
年齢 - 11歳（小学6年生） / 出身 - 宮城県 / 誕生日 - 11月7日 / 身長 - 147cm / 体重 - 38kg / スリーサイズ - B72/W52/H73 / 血液型 - B型
一次審査で審査のジャンルに楽器を選択し、栞、まこと楽器ユニットGAPsCAPsを結成する。担当楽器はギター。
芸歴が長いことから「先生」の愛称で呼ばれている。本戦出場者の中では最年少。
子役としてのイメージを崩すまいと日々自分自身を演じていることに悩みを抱くようになる。現場移動の際、運転手にアイドルにもなれそうだと言われ母親に路線変更を打診するが一蹴されてしまう。その後、生放送の歌番組にドラマの番宣で出演する予定だったが、主題歌のギター担当が体調不良に見舞われ主題歌の放送が中止になりかける。今までイメージを崩さないため特技のギターと歌を披露してこなかったが、イメージ崩壊を顧みずギターを借りてステージに上がり主題歌の弾き語りを披露する。放送終了後に母親からイメージとは違う自分も世間で高く評価されていたことを知らされる。これをきっかけに演技じゃない本当の自分を見せるためにアイドルを目指すことを決意する。

山鹿 栞（やまが しおり）
声 - 花井美春
年齢 - 14歳（中学3年生） / 出身 - 愛知県 / 誕生日 - 9月1日 / 身長 - 160cm / 体重 - 44kg / スリーサイズ - B83/W57/H81 / 血液型 - AB型
一次審査で審査のジャンルに楽器を選択し、詩、まこと楽器ユニットGAPsCAPsを結成する。担当楽器はベース。
お嬢様ということから「お嬢」の愛称で呼ばれている。実家が呉服屋ということもあり、9-tieの衣装のデザインも担当した。
優雅な大和撫子である祖母と母を尊敬しながらも、ただ大人しく従っているだけではいけないと思うようになる。そこで山鹿家の誰もやったことがなく、世間の憧れの象徴でもあるアイドルなれば母親達も自身を立派な大和撫子と認めるだろうと考える。習い事もオーディションを意識したものに勝手に入れ替え、心からアイドルに夢中になる。しかし、本気になってしまったからこそ祖母と母からセレプロ挑戦を否定されることを恐れ、付き人の千代と共に秘密裏に行動していた。最終的に母親達にバレてしまうが、愛する娘を応援しないわけがないと背中を押され、山鹿の名にかけて立派な大和撫子になるべくアイドルを目指すことを決意する。

当麻 まこ（とうま まこ）
声 - 下地紫野
年齢 - 17歳（高校2年生） / 出身 - 福岡県 / 誕生日 - 7月7日 / 身長 - 166cm / 体重 - 45kg / スリーサイズ - B84/W58/H82 / 血液型 - O型
一次審査で審査のジャンルに楽器を選択し、詩、栞と楽器ユニットGAPsCAPsを結成する。担当楽器はドラム。
母性溢れる性格から「まーま」の愛称で呼ばれている。本戦出場者の中では最年長。
普段は騒がしい弟や妹が天沢灯の歌う姿を見ると聴き入って静かになる様を見て、歌の力の凄さを改めて実感する。その後、歌が上手く容姿が優れていることから弟たちにSELECTION PROJECTへの挑戦を薦められる。密かにアイドルへの憧れを抱くが、家族のために頑張ることが自身の幸せだと考え、一度はアイドルへの想いを胸の中に押し込める。しかし、家族にはその気持ちを見透かされており、一家を挙げて応援したいと背中を押される。家族のためだけじゃなく自分のためだけにも頑張ってみようと思い直し、アイドルを目指すことを決意する。

### その他の登場人物
来栖 セイラ（くるす セイラ）
声 - 大西沙織
年齢 - 15歳 / 出身 - 群馬県 / 誕生日 - 2月2日 / 身長 - 169cm / 体重 - 46kg / スリーサイズ - B86/W58/H86 / 血液型 - B型
テレビアニメでは予選での鈴音の歌声に自らの実力がまだ足りないと感じ、SELECTION PROJECT本戦の権利を鈴音に託し自らはアメリカでトップスターとなるため旅立った。

スミパンダ
声 - 小野大輔
年齢 - 永遠の4才 / 誕生日 - 1月1日 / 身長 - 158cm / 体重 - 99.9kg / スリーサイズ - 秘密 / 血液型 - 不明
その正体は売れない元アイドルの「おしるこジュン」であった。

天沢 灯（あまさわ あかり）
声 - 早見沙織
第1回SELECTION PROJECTの優勝者。その歌声と天性の魅力で多くの人を惹き付け、今や伝説のアイドルとも称されている。　
テレビアニメでは3年前に人気絶頂の中、交通事故に遭い死亡しており、その際に持っていた臓器提供意思表示カード（ドナーカード）によりその心臓は鈴音に移植された。

サニー
声 - 安藤麻吹
アイドルたちが生活する特設施設「夢見屋」のおかみ。アイドルたちの栄養管理を担当する。
実はプロダクションセレクトの社長であり、灯をプロデュースしていたが送迎しなかった日に灯が事故に遭い、その後悔からおかみとしてセレクションに参加した子達を傍で見守っていた。

## テレビアニメ
プロジェクトの初解禁からおよそ1年後の2020年12月4日、2021年のTVアニメ放送とメインスタッフの詳細が公表された。2021年10月から12月までAT-X、テレビ愛知ほかにて放送された。

### スタッフ
- 原作 - SELECTION PROJECT[9]
- 監督 - 平牧大輔[9]
- シリーズ構成・脚本 - 高橋悠也[9]
- キャラクターデザイン - 平山寛菜[9]
- 衣装デザイン - 永田杏子
- プロップデザイン - 宮原拓也[9]
- 美術監督 - 坂下祐太[9]
- 美術設定 - 藤井祐太[9]
- 色彩設計 - 石黒けい[9]
- 撮影監督 - 呉健弘[9]
- 編集 - 坪根健太郎[9]
- 音響監督 - 高寺たけし[9]
- 音響効果 - 川田清貴[9]
- 音楽 - 伊賀拓郎[9]
- 音楽プロデューサー - 木皿陽平[9]
- 音楽制作 - KADOKAWA
- 3DCGI - ダンデライオンアニメーションスタジオ[9]
- 3DCGディレクター - 西田映美子
- プロデューサー - 根本侑果、飯塚彩、鎌田肇、谷本千明、奥永祥正、尾形光広、佐藤裕士、大久保明子（#02から）
- 制作プロデューサー - 小林涼
- アニメーション制作 - 動画工房[9]
- 製作 - SELECTION PROJECT製作委員会[9]

### 主題歌
主題歌は美山鈴音（矢野妃菜喜）、花野井玲那（水野朔）、濱栗広海（南雲希美）、今鵜凪咲（荒井瑠里）、八木野土香（羊宮妃那）、淀川逢生（岩橋由佳）、小泉詩（白河みずな）、山鹿栞（花井美春）、当麻まこ（下地紫野）によるユニット「9-tie」が担当する。
「Glorious Days」
9-tieによるオープニングテーマおよび第13話挿入歌。作詞・作曲・編曲は橘亮祐、篠崎あやと。
「Only one yell」
9-tieによるエンディングテーマおよび第1話挿入歌。作詞・作曲・編曲は橘亮祐と篠崎あやと。1話毎にメインボーカルを変えるという手法をとっている。
「SELECTION HEROINE」
9-tieによるイメージソング。作詞は牡丹、作曲は藤末樹とNOBB-D、編曲は藤末樹。
「B.B.」
鈴音・玲那のユニット「Suzu☆Rena」による第3話および第13話挿入歌。作詞は牡丹、作曲・編曲は中土智博。
「SPARKRASH」
広海・凪咲・野土香・逢生のユニット「Splasoda°」による第4話挿入歌。作詞は牡丹、作曲・編曲は福田陽司。
「NOiSY MONSTER」
詩・栞・まこのユニット「GAPsCAPs」による第5話挿入歌。作詞は牡丹、作曲・編曲は藤井健太郎。
「あんころ節」
おしるこジュン（小野大輔）による第7話挿入歌。作詞・作曲・編曲は小松一也。
「Naked Blue」
9-tieによる第7話挿入歌。作詞・作曲・編曲は橘亮祐、篠崎あやと。
「ENDROLL」
花野井玲那（水野朔）による第9話挿入歌。作詞はおっちょこバニー、作曲は弓場崇弘と小高光太朗、編曲は藤井健太郎。
「いつか かなう 夢」
9-tieによる第11話挿入歌。作詞はyuiko、作曲・編曲は石倉誉之。

### 各話リスト
| 話数 | サブタイトル                         | 絵コンテ          | 演出                   | 作画監督 | 総作画監督                 | 初放送日       |
| ---- | ------------------------------------ | ----------------- | ---------------------- | --- | -------------------------- | -------------- |
| #01  | Only one yell                        | 平牧大輔          | 平牧大輔               | 山野雅明 | 平山寛菜                   | 2021年 10月1日 |
| #02  | 明日へ旅立つ少女たち                 | 原口浩            | 原口浩                 | 澤井駿 納武史 ウクレレ善似郎 長尾圭吾 板倉健                                                                  | 杉田まるみ                 | 10月8日        |
| #03  | もしこの世界から歌が消えたら         | 内沼菜摘          | 内沼菜摘               | きーくん 澤井駿 宮原拓也 藤田晋也 立野杏奈                                                                    | 松浦麻衣                   | 10月15日       |
| #04  | ラッシュ！クラッシュ！スプラッシュ！ | 佐山聖子          | 野木森達也             | 小川玖理周 加藤明日美 加藤直樹 河江陽向 木村拓馬 細田沙織                                                     | 平山寛菜                   | 10月22日       |
| #05  | 有頂天トラブルメーカー               | 佐山聖子          | 金成旻                 | 山野雅明 宮原拓也 きーくん 藤田晋也                                                                           | 杉田まるみ                 | 10月29日       |
| #06  | 誰も知らない胸の内                   | 高橋正典          | 高橋正典               | 小倉寛之 板倉健 尾辻浩晃 澤井駿 ウクレレ善似郎 納武史                                                         | 松浦麻衣                   | 11月5日        |
| #07  | むき出しの想いはブルー               | 原口浩            | 原口浩                 | 山野雅明 ウクレレ善似郎 渥美智也 長尾圭吾 尾辻浩晃 小倉寛之                                                   | 平山寛菜                   | 11月12日       |
| #08  | 心の本当の音色                       | 佐山聖子          | 野木森達也             | 河江陽向 西道拓哉 島崎望 福井麻記                                                                             | 杉田まるみ                 | 11月19日       |
| #09  | 貝殻の中の私                         | 佐山聖子          | 内野宮晃希             | 板倉健 澤井駿 ウクレレ善似郎 きーくん 尾辻浩晃 長尾圭吾                                                       | 山野雅明                   | 11月26日       |
| #10  | ただ 歌いたくて                      | 金成旻 杉野垣裕菜 | 金成旻                 | 山野雅明 澤井駿 小倉寛之 ウクレレ善似郎 中本尚 剣                                                             | 平山寛菜                   | 12月3日        |
| #11  | 少しだけど 少しずつ                  | 内沼菜摘          | 内沼菜摘               | 尾辻浩晃 板倉健 夘野智子 長尾圭吾 きーくん 村田裕脩 小林美幸 さのえり                                         | 杉田まるみ 納武史          | 12月10日       |
| #12  | あなたに届けたい想い                 | 杉野垣裕菜        | 原口浩 金成旻 平牧大輔 | 尾辻浩晃 長尾圭吾 板倉健 夘野智子 佐藤修太 小倉寛之 ウクレレ善似郎 中本尚 剣                                  | 杉田まるみ 山野雅明 納武史 | 12月17日       |
| #13  | Our Glorious Days                    | 平牧大輔          | 平牧大輔 金成旻        | 杉田まるみ 山野雅明 納武史 澤井駿 きーくん ウクレレ善似郎 長尾圭吾 板倉健 尾辻浩晃 小倉寛之 佐藤修太 夘野智子 | 平山寛菜                   | 12月24日       |

### 放送局
| 放送期間                 | 放送時間                     | 放送局     | 対象地域 | 備考                                            |
| ------------------------ | ---------------------------- | ---------- | -------- | ----------------------------------------------- |
| 2021年10月1日 - 12月24日 | 金曜 22:00 - 22:30           | AT-X       | 日本全域 | 製作参加 / CS放送 / 字幕放送 / リピート放送あり |
|                          | 金曜 22:30 - 23:00           | TOKYO MX   | 東京都   |                                                 |
|                          | 金曜 23:00 - 23:30           | BS11       | 日本全域 | BS放送 / 『ANIME+』枠                           |
| 2021年10月2日 - 12月25日 | 土曜 0:00 - 0:30（金曜深夜） | KBS京都    | 京都府   |                                                 |
|                          |                              | サンテレビ | 兵庫県   |                                                 |
|                          | 土曜 3:05 - 3:35（金曜深夜） | テレビ愛知 | 愛知県   | 製作参加                                        |

| 配信開始日            | 配信時間                | 配信サイト |
| --------------------- | ----------------------- | --- |
| 2021年10月1日         | 金曜 22:30 更新         | dアニメストア |
| 2021年10月8日         | 金曜 23:30 - 土曜 0:00  | ニコニコ生放送 |
| 2021年10月8日以降順次 | 金曜 22:30 以降順次更新 | ABEMA ニコニコチャンネル GYAO! ひかりTV FOD バンダイチャンネル Hulu TELASA J:COMオンデマンド みるプラス見放題プレミアム アニメ放題 U-NEXT Amazon Prime Video アニメカ Rakuten TV DMM.com music.jp ビデオマーケット HAPPY!動画 クランクイン！ビデオ ムービーフルplus |

### BD / DVD
| 巻 | 発売日         | 収録話          | 規格品番   | 規格品番   |
| 巻 | 発売日         | 収録話          | BD         | DVD        |
| -- | -------------- | --------------- | ---------- | ---------- |
| 1  | 2021年12月22日 | 第1話 - 第3話   | ZMXZ-15131 | ZMBZ-15141 |
| 2  | 2022年1月26日  | 第4話 - 第6話   | ZMXZ-15132 | ZMBZ-15142 |
| 3  | 2022年2月25日  | 第7話 - 第9話   | ZMXZ-15133 | ZMBZ-15143 |
| 4  | 2022年3月23日  | 第10話 - 第13話 | ZMXZ-15134 | ZMBZ-15144 |

## 漫画
アニメ放送に先駆け、2021年7月11日から2022年3月27日まで東皓司によるコミカライズが『マンガUP!』（スクウェア・エニックス）にて連載。
- 東皓司（作画）・SELECTION PROJECT（原作） 『SELECTION PROJECT』 スクウェア・エニックス〈ガンガンコミックス UP!〉、全2巻
  1. 2021年9月22日発売[38]、ISBN 978-4-7575-7485-4
  2. 2022年4月7日発売[39]、ISBN 978-4-7575-7796-1

## イベント
| 開催日         | タイトル                                                    | 会場               | 備考                                                |
| -------------- | ----------------------------------------------------------- | ------------------ | --------------------------------------------------- |
| 2021年10月30日 | TVアニメ「SELECTION PROJECT」メインテーマCD発売記念イベント | 都内某所           | 9-tieメンバーによる初の生パフォーマンスが行われる。 |
| 2022年1月30日  | SELECTION PROJECT 1st LIVE 〜Cheer for you!〜               | ZeppHaneda (Tokyo) | 9-tieメンバーにとって初の単独ライブとなるイベント。 |

## Webラジオ
美山鈴音役の矢野妃菜喜と花野井玲那役の水野朔によるWebラジオ『セレプロ☆ラジオ〜Please listen to me!〜』が、2021年10月7日から12月30日まで音泉にて隔週木曜に配信。全7回。

### ゲスト
- 第3回（11月4日） 南雲希美・荒井瑠里
- 第4回（11月18日） 羊宮妃那・岩橋由佳
- 第5回（12月2日） 下地紫野・花井美春・白河みずな
- 第6回（12月16日） 早見沙織

## コラボ
2021年、WEGOとのコラボグッズの発売。